# Mouvement (revue)
Pour les articles homonymes, voir Mouvement.
Mouvement, sous-titré magazine culturel indisciplinaire, est un magazine consacré aux arts, à la société et à la politique depuis 1993. Après une courte cessation de parution de juin à décembre 2014, Mouvement a été relancé par Aïnhoa Jean-Calmettes et Jean-Roch de Logivière. Depuis, le magazine est édité par Les Éditions Secondes.

## Historique
D’abord consacrée aux arts de la scène, le magazine Mouvement a été fondé en 1993 par Jean-Marc Adolphe, journaliste, essayiste et conseiller artistique, notamment dans le domaine de la danse contemporaine.
En 1997, après avoir constitué et animé le « comité de soutien à Châteauvallon » (du nom du Théâtre national de la danse et de l'image, au centre d'une polémique engagée avec la municipalité Front national de Toulon), le magazine Mouvement suspendait sa parution. Il s’agissait alors de sortir du principe d’une diffusion gratuite du magazine, d’en imaginer un développement économique et éditorial, en ouvrant son champ d’investigation à l’ensemble des arts vivants et de la création contemporaine. Cette transformation était actée en juin 1998 avec le lancement en kiosques d’une nouvelle formule de Mouvement, magazine du spectacle vivant et des arts visuels, qui allait devenir ultérieurement « l’indisciplinaire des arts vivants », intégrant peu à peu dans ses pages des champs tels que la musique, le cinéma expérimental ou la philosophie.
Attentif à tous les champs émergents de la création contemporaine, le magazine Mouvement s’est aussi positionné par un certain nombre de combats politiques : éditoriaux, campagne pour le doublement du budget de la culture, enquête sur la gestion de la Mission 2000, sur la gestion du Centre Pompidou et sur le déficit de l’exposition « La Beauté » à Avignon, manifeste contre la politique culturelle du gouvernement Berlusconi en Italie, soutien au rapport Lextrait sur les « nouveaux territoires de l’art », engagement aux côtés du mouvement des intermittents du spectacle...
Après une courte cessation de parution de juin à décembre 2014, Mouvement a été relancé par Aïnhoa Jean-Calmettes et Jean-Roch de Logivière. Le magazine est aujourd'hui édité par Les Éditions Secondes.

## Équipe actuelle
- Directeur de la publication : Jean-Roch de Logivière
- Rédacteur en chef : Thomas Corlin
- Directrice des partenariats : Jeanne Mouille